# AGA (bilmärke)
AGA, Aktiengesellschaft für Automobilbau, i Lichtenberg i Berlin, var en tysk biltillverkare som existerade mellan 1919 och 1928.

## Historia

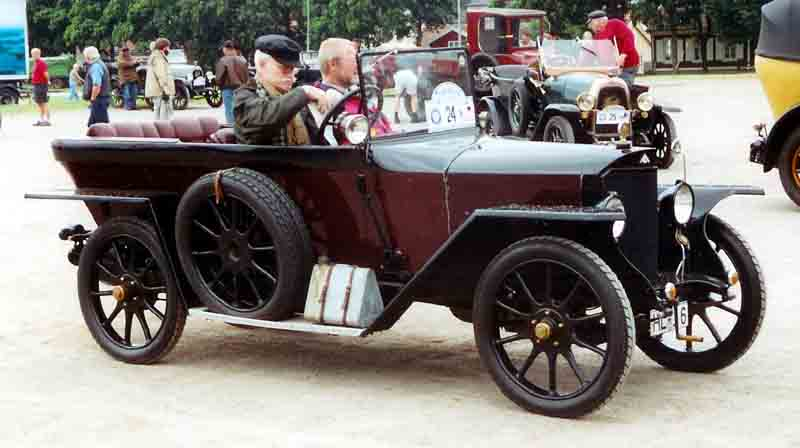
AGA 6/16 PS Typ A Phaeton 1921.

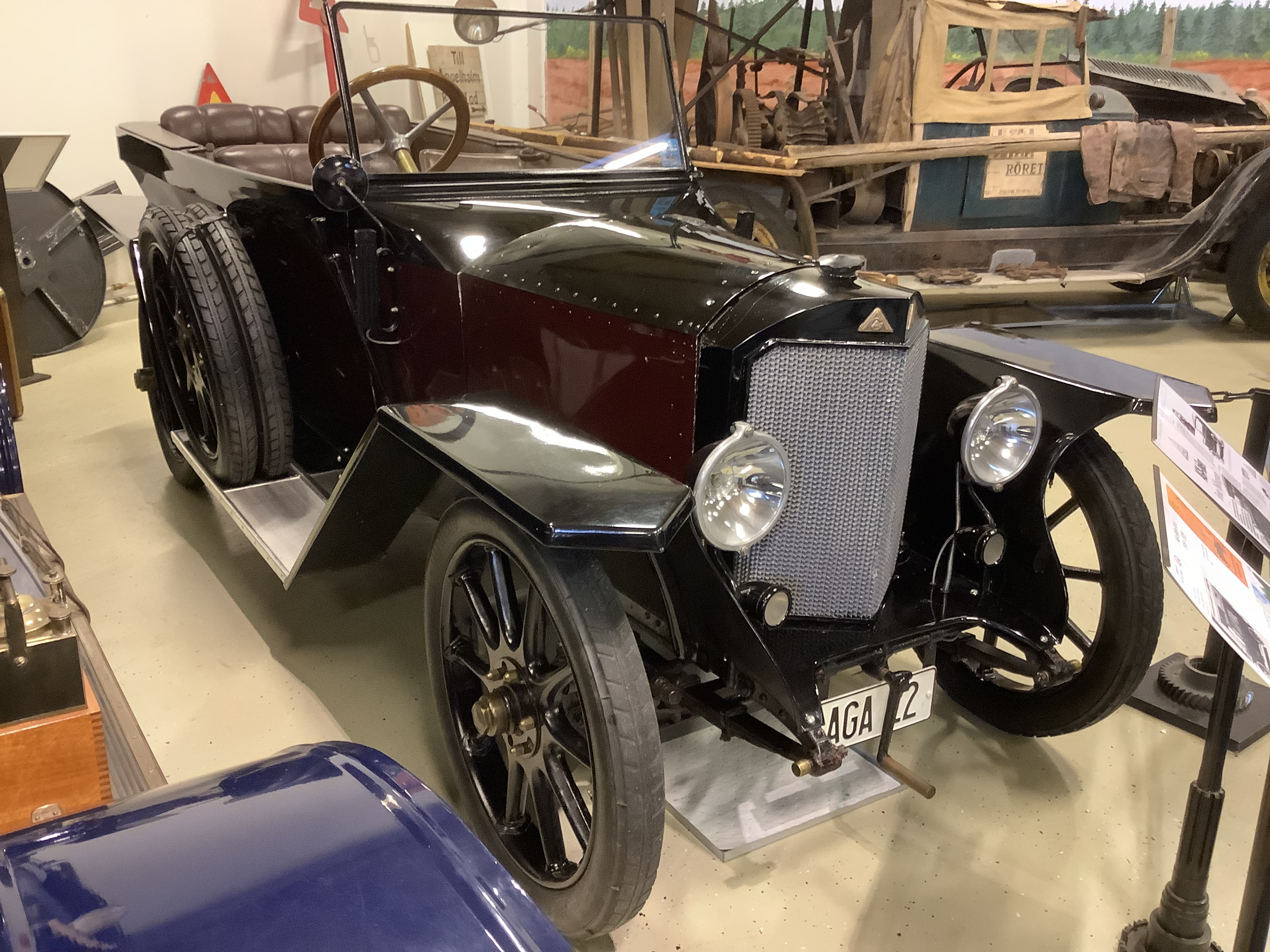
AGA från 1922, som körts av Gustaf Dalén, i Bil- och Teknikhistoriska Samlingarna i Köping.

I Gustaf Daléns Aktiebolaget GasAccumulator-fabrik i Berlin tillverkades under 1910-talet utrustning för bland annat mjölksepartorer och acetylengas. Då Tyskland anfallit Belgien under första världskriget kom man över ritningar från småbilsfabriken Fabrique National. Dessa gavs till företaget. Man började då bygga bilar, då efterfrågan ökat i och med världskrigets slut. Dalén var tveksam till namnet Aktiebolaget Gasaccumulator för bilarna och ville byta, men skyltarna med AGA var redan färdiga, man bytte då namn till Aktiengesellschaft für Automobilbau.      
AGA inledde biltillverkning 1919 med typ A 6/16 PS med 4-cylindrig motor på 1,418-liter. Den var baserad på den belgiska F.N. 6 PS från 1914. Den var inte speciellt framgångsrik och 1921 ersattes den av typ C 6/20 PS som hade lika stor motor, men med ökad effekt från 18 till 20 hkr. Den fanns att få med både öppna och täckta karosser, och som i stort sett alla tyska bilar hade den spetskylare. Prissättningen var relativt rimlig och modellen sålde ganska bra. 1922, då man tillverkade 1 000 bilar per månad, uppgick AGA i Hugo Stinnes stora industrikoncern. Hösten 1923 ersattes spetskylaren. För att få tillgång till större tillverkningskapacitet tog man över Dinos-fabriken i november 1925. Även Dino ingick Hugo Stinnes-koncernen. Detta sammanföll med en nergång i marknaden för bilförsäljning och AGA hamnade i svårigheter. Från 1926 och framåt var produktionen rätt begränsad. Effekten ökades till 24 hkr år 1927. Det fanns även planer på att tillverka en 6-cylindrig 10/45 PS-modell, men av detta blev inget. En 2-sitsig sportversion, 6/30 PS med motor på 1,490-liter, byggdes till 1924 års Targa Florio där man slutade som nummer två och tre i sin klass. 6/20 PS-modellen fortsatte att tillverkas i den ursprungliga fabriken fram till 1928. Totalt tillverkades cirka 15 000 AGA-bilar. AGA licenstillverkades i Sverige åren 1920–1925 av Thulinverken i Landskrona. Dalén hade varit stor aktieägare i företaget då det gick under namnet Enoch Thulins Aeroplanfabrik och tillverkade flygplan.

## Modeller
- AGA 6/16 PS Typ A
- AGA 6/20 PS Typ C
- AGA 6/24 PS Typ C